# Marcelo Esponda
Marcelo César Esponda (San Jerónimo Sud, 14 gennaio 2003) è un calciatore argentino, centrocampista dell'Aldosivi in prestito dal Newell's Old Boys.

## Carriera
Esponda è cresciuto nel settore giovanile del Newell's Old Boys con cui ha debuttato l'11 settembre 2022 nell'incontro di Primera División vinto 2-0 contro il Gimnasia (LP). Poche settimane dopo ha firmato il suo primo contratto professionistico. Ha segnato il suo primo gol in carriera l'11 ottobre nel successo per 3-0 in casa del Central Córdoba (SdE).
Il 13 gennaio 2024 è stato ceduto in prestito per una stagione all'Aldosivi.

## Statistiche

### Presenze e reti nei club
Statistiche aggiornate al 27 marzo 2025.
| Stagione                 | Squadra                  | Campionato               | Campionato | Campionato | Coppe nazionali | Coppe nazionali | Coppe nazionali | Coppe continentali | Coppe continentali | Coppe continentali | Altre coppe | Altre coppe | Altre coppe | Totale | Totale | Totale |
| Stagione                 | Squadra                  | Comp                     | Pres       | Reti       | Comp            | Pres            | Reti            | Comp               | Pres               | Reti               | Comp        | Pres        | Reti        | Pres   | Reti   |        |
| ------------------------ | ------------------------ | ------------------------ | ---------- | ---------- | --------------- | --------------- | --------------- | ------------------ | ------------------ | ------------------ | ----------- | ----------- | ----------- | ------ | ------ | ------ |
| 2022                     | Newell's Old Boys        | PD                       | 8          | 1          | CA+CdL          | 0               | 0               | -                  | -                  | -                  | -           | -           | -           | 8      | 1      |        |
| 2023                     | Newell's Old Boys        | PD                       | 1          | 0          | CA+CdL          | 0               | 0               | CS                 | 2                  | 0                  | -           | -           | -           | 3      | 0      |        |
| Totale Newell's Old Boys | Totale Newell's Old Boys | Totale Newell's Old Boys | 9          | 1          |                 | 0               | 0               |                    | 2                  | 0                  |             | -           | -           | 11     | 1      |        |
| 2024                     | Aldosivi                 | PBN                      | 31         | 0          | CA              | 0               | 0               | -                  | -                  | -                  | -           | -           | -           | 31     | 0      |        |
| 2025                     | Aldosivi                 | PD                       | 11         | 0          | CA              | 1               | 0               | -                  | -                  | -                  | -           | -           | -           | 12     | 0      |        |
| Totale Aldosivi          | Totale Aldosivi          | Totale Aldosivi          | 42         | 0          |                 | 1               | 0               |                    | -                  | -                  |             | -           | -           | 43     | 0      |        |
| Totale carriera          | Totale carriera          | Totale carriera          | 51         | 1          |                 | 1               | 0               |                    | 2                  | 0                  |             | -           | -           | 54     | 1      |        |

## Palmarès

### Club

#### Competizioni nazionali
- Primera B Nacional: 1

Aldosivi: 2024